# دوركال
بلدية دوركال (بالإسبانية: Dúrcal) هي بلدية تقع في مقاطعة غرناطة التابعة لمنطقة أندلوسيا جنوب إسبانيا.

## الديموغرافيا
بلغ عدد سكان بلدية دوركال 7.333 نسمة عام 2011 (وفقاً للمعهد الوطني الإسباني للإحصاء).
| 6.062 | 5.667 | 5.304 | 6.551 | 7.023 | 7.264 | 7.333 |